# Lady Grey (Tee)
Lady Grey ist die Bezeichnung einer Teemischung, die aus schwarzem Tee besteht. Sie wird mit Orangen- sowie Zitronenschalen verfeinert und mit dem Öl der Bergamotte-Frucht leicht aromatisiert. Es handelt sich hierbei um eine Variation des Earl Grey. Sie ist eine eingetragene und geschützte Marke der britischen  Firma Twinings.

## Geschichte
Die Teesorte wurde nach Mary Elizabeth Grey benannt, der Ehefrau des Premierministers Charles Grey (1830–1834), der bereits Namensgeber des Earl Grey war.
Die Ursprünge von Lady Grey liegen in den frühen 1990er Jahren beim britischen Teehersteller Twinings. Dieser kreierte diese Mischung für Teetrinker, denen Earl Grey einen zu kräftigen Geschmack hatte. Die ursprüngliche Mischung enthält – neben schwarzem Tee – Schalen von Bitterorangen (3 %), Zitronen (3 %) und Bergamotteöl. Als Schmuckdroge, also Füllmittel, welches der Teemischung durch Form und Farbe ein ansprechenderes Aussehen verleihen soll, wird die Kornblume verwendet. Wie in der britischen Teekultur üblich, wird auch Lady Grey gelegentlich mit Milch getrunken, um den Geschmack zu mildern.
Ein ähnliches Produkt ist unter dem Markennamen „Madame Grey“ von der Firma Meßmer auf dem Markt.